# 111-es számú hajó
A 111-es számú hajó a Japán Császári Haditengerészet Jamato osztály negyedik tagja lett volna. Építését 1940. november 7-én kezdték el a kurei hajógyárnak a Jamato vízre bocsátásával felszabaduló szárazdokkjában. A hajó a Sinanóhoz hasonlóan már kissé vékonyabb páncélzattal, és 100 mm-es légvédelmi ágyúkkal épült volna. Elnevezéséről nem született döntés.
Az Egyesült Államok elleni háború kitörésekor a hajó nagyjából 30%-os készültségi fokon állt. Építését azonnal leállították, majd az elkészült részeket egészen a duplafenékig lebontották. A duplafenék megmaradt részeit később sólyaként használták, és tengeralattjárókat építettek rajta.

## Fordítás
- Ez a szócikk részben vagy egészben  a   Yamato class battleship című angol Wikipédia-szócikk fordításán alapul.  Az eredeti cikk szerkesztőit annak laptörténete sorolja fel. Ez a jelzés csupán a megfogalmazás eredetét és a szerzői jogokat jelzi, nem szolgál a cikkben szereplő információk forrásmegjelöléseként.